# Solda por costura

Soldagem por costura

A solda por costura por resistência (RSEW, do inglês resistance seam welding) é um tipo de solda por resistência elétrica no qual duas chapas atravessam rolos, de maneira similar ao processo de laminação. Entretanto estes rolos são eletrodos condutores energizados, que ao receberem corrente elétrica, fazem com que as chapas aqueçam por efeito Joule. Este aquecimento acaba por soldar as superfícies tangentes entre essas chapas. Esse processo costuma ser automatizado.
Os eletrodos são geralmente feitos de ligas de cobre e aplicam ambos pressão e corrente. Podem realizar longas soldas contínuas devido ao seu movimento de rotação. Podem ainda realizar a movimentação e a soldagem da chapa de maneira intermitente. Isso torna o processo mais veloz do que a solda ponto.
A solda formada por esse processo é extremamente durável e melhor selada em relação à impurezas devido à pressão dos rolos.